# Ebbe Gustaf Bring
Ebbe Gustaf Bring (født 4. juli 1814, død 13. august 1884) var en svensk teolog, fætter til Johan Christopher Bring, svigerfar til Gottfrid Billing, farfar til Ragnar Bring.
Bring blev student 1829, Dr. phil. 1835, aflagde 1837 teoretisk-teologisk eksamen samt blev docent i dogmatik og moralteologi og præsteviedes samme år. I 1848 blev han professor i pastoralteologi i Lund, 1856 domprovst sammesteds og 1861 biskop i Linköping. 
Bring var selvskrevet medlem af stænderrigsdagen 1862-63 og 1865-66 og blev meget anvendt i udvalg, Han var medlem af den 1848 nedsatte kommission til udarbejdelse af en ny evangeliebog og af kommissionen til omarbejdelse af alterbogen og katekismen (1852) og 1875 medlem af den nye katekismuskommission, hvis forslag vedtogs 1878. 
Som biskop interesserede Bring sig levende for såvel de højere skoler som for folkeundervisningen. Som teolog var han en af de ivrigste talsmænd for den strengt lutherske retning, og også i politisk henseende var han konservativ. Hans hele liv bar præget af uskrømtet fromhed, mens grundig lærdom og logisk klarhed var de fremherskende træk i hans forfattervirksomhed. 
Bring var 1841-42 medudgiver af "Teologisk quartalskrift" samt 1855-64 af "Svensk kyrkotidning". Foruden en mængde lejlighedsskrifter foreligger der fra Brings hånd blandt andet følgende skrifter: Om det kyrkliga perikopsystemet (1851); Högmessopredikningar (1862) og Kyrkotukten enligt svenska kyrkans gällande ordning (1865).